# Persone di nome Theodore
| Questa pagina contiene informazioni ricavate automaticamente dalle voci biografiche con l'ausilio del template Bio e di un bot. L'aggiornamento è periodico e automatico e ricostruisce completamente la pagina. Se manca una persona in questa lista, sei pregato di non aggiungerla, ma accertati piuttosto che la sua voce biografica contenga il template Bio e che i dati anagrafici siano correttamente compilati. Se il template Bio manca, inseriscilo tu stesso o, in alternativa, metti l'avviso {{tmp\|Bio}} che ne segnala la mancanza. Se i dati riportati sono sbagliati, correggi direttamente la voce biografica; le modifiche saranno visibili in questa lista entro pochi giorni. Per chiarimenti vedi il progetto antroponimi. La lista contiene solo le 146 persone che sono citate nell'enciclopedia e per le quali è stato implementato correttamente il template Bio. Pagina aggiornata al 6 ago 2025. |

Questa è una lista di persone presenti nell'enciclopedia che hanno il nome Theodore, suddivise per attività principale.

## Allenatori di calcio(1)
- Theodore Whitmore, allenatore di calcio e ex calciatore giamaicano (Montego Bay, n. 1972)

## Alpinisti(1)
- Howard Somervell, alpinista, chirurgo e pittore inglese (Kendal, n. 1890 - Ambleside, † 1975)

## Archeologi(1)
- Theodore Makridi Bey, archeologo e grecista turco (Costantinopoli, n. 1872 - Istanbul, † 1940)

## Assassini seriali(1)
- Ted Bundy, serial killer statunitense (Burlington, n. 1946 - Starke, † 1989)

## Astronauti(1)
- Theodore Freeman, astronauta statunitense (Haverford, n. 1930 - Houston, † 1964)

## Attivisti(1)
- Theodore Dwight Weld, attivista statunitense (Hampton, n. 1803 - Hyde Park, † 1895)

## Attori(12)
- Theodore Bikel, attore e cantante austriaco (Vienna, n. 1924 - Los Angeles, † 2015)
- Theodore von Eltz, attore statunitense (New Haven, n. 1893 - Los Angeles, † 1964)
- Scott Glenn, attore statunitense (Pittsburgh, n. 1941)
- Ted King, attore statunitense (Hollywood, n. 1965)
- T. R. Knight, attore statunitense (Minneapolis, n. 1973)
- Ted Lange, attore statunitense (Oakland, n. 1948)
- Theo Marcuse, attore statunitense (Seattle, n. 1920 - Hollywood, † 1967)
- Theo James, attore e modello britannico (Oxford, n. 1984)
- Ted Raimi, attore, regista e sceneggiatore statunitense (Detroit, n. 1965)
- Ted Hartley, attore statunitense (Omaha, n. 1924)
- Theodore Roberts, attore statunitense (San Francisco, n. 1861 - Hollywood, † 1928)
- Theo Stevenson, attore britannico (Harlow)

## Avvocati(2)
- Theodore Davis, avvocato e egittologo statunitense (New York, n. 1837 - Miami, † 1915)
- Theodore Tylor, avvocato e scacchista britannico (Birmingham, n. 1900 - Oxford, † 1968)

## Bibliotecari(1)
- Theodore Cressy Skeat, bibliotecario e filologo britannico (n. 1907 - † 2003)

## Bobbisti(1)
- Theodore Bauer, ex bobbista tedesco

## Calciatori(3)
- Theo Archibald, calciatore scozzese (Glasgow, n. 1998)
- Theodore Ku-Dipietro, calciatore statunitense (Oakton, n. 2002)
- Theo Walcott, ex calciatore inglese (Stanmore, n. 1989)

## Canottieri(2)
- David Collet, canottiere britannico (Lambeth, n. 1901 - Scottsdale, † 1904)
- Ted Nash, canottiere statunitense (Melrose, n. 1932 - Medford, † 2021)

## Cantanti(2)
- Teddy Pendergrass, cantante, paroliere e compositore statunitense (Filadelfia, n. 1950 - Bryn Mawr, † 2010)
- Hound Dog Taylor, cantante e chitarrista statunitense (Natchez, n. 1915 - Chicago, † 1975)

## Cardinali(1)
- Theodore Edgar McCarrick, cardinale e arcivescovo cattolico statunitense (New York, n. 1930 - Dittmer, † 2025)

## Cestisti(9)
- Bob Armstrong, cestista statunitense (Detroit, n. 1933 - Plymouth, † 2016)
- Ted Cook, cestista statunitense (Beckley, n. 1921 - Knoxville, † 1990)
- Scott Davie, ex cestista australiano (Barmera, n. 1940)
- T.R. Dunn, ex cestista e allenatore di pallacanestro statunitense (Birmingham, n. 1955)
- Blue Edwards, ex cestista statunitense (Washington, n. 1965)
- Ted Luckenbill, cestista statunitense (Elkhart, n. 1939 - Dallas, † 2012)
- Tito Maddox, ex cestista statunitense (Compton, n. 1981)
- Ted Manakas, ex cestista statunitense (Fort Lee, n. 1951)
- Ted McClain, ex cestista statunitense (Nashville, n. 1946)

## Chimici(1)
- Theodore William Richards, chimico statunitense (Germantown, n. 1868 - Cambridge, † 1928)

## Chirurghi(1)
- Theodore Maunoir, chirurgo svizzero (Ginevra, n. 1806 - Ginevra, † 1869)

## Chitarristi(2)
- Popa Chubby, chitarrista e cantante statunitense (New York, n. 1960)
- Ted Nugent, chitarrista e cantante statunitense (Detroit, n. 1948)

## Compositori(2)
- Theodore Chanler, compositore statunitense (Newport, n. 1902 - Boston, † 1961)
- Theodore Shapiro, compositore statunitense (Washington, n. 1971)

## Contrabbassisti(1)
- Teddy Kotick, contrabbassista statunitense (Haverhill, n. 1928 - Boston, † 1986)

## Criminali(1)
- Theodore Cole, criminale statunitense (Pittsburg, n. 1893 - San Francisco, † 1937)

## Disc jockey(1)
- Grand Wizard Theodore, disc jockey statunitense (New York, n. 1963)

## Economisti(2)
- Theodore Levitt, economista tedesco (Vollmerz, n. 1925 - Belmont, † 2006)
- Theodore Schultz, economista statunitense (Arlington, n. 1902 - Evanston, † 1998)

## Editori(1)
- Theodore Haak, editore, traduttore e filosofo tedesco (Neuhausen, n. 1605 - Londra, † 1690)

## Educatori(1)
- Theodore V. Buttrey Jr., educatore, numismatico e storico statunitense (Havre, Montana, n. 1929 - † 2018)

## Filosofi(1)
- Theodore Drange, filosofo statunitense (Brooklyn, n. 1934)

## Fisici(3)
- Theodore Hall, fisico statunitense (New York, n. 1925 - Cambridge, † 1999)
- Theodore Lyman, fisico statunitense (Boston, n. 1874 - Cambridge, † 1954)
- Theodore Harold Maiman, fisico statunitense (Los Angeles, n. 1927 - Vancouver, † 2007)

## Generali(1)
- Theodore Stephenson, generale britannico (Weymouth, n. 1856 - † 1928)

## Ginnasti(2)
- Theodore Gross, ginnasta e multiplista statunitense (Louisville, n. 1880 - Chicago, † 1951)
- Theodore Studier, ginnasta statunitense (Ohio, n. 1882 - Cleveland, † 1959)

## Giocatori di baseball(3)
- Ted Lyons, giocatore di baseball e allenatore di baseball statunitense (Lake Charles, n. 1900 - Sulphur, † 1986)
- Ted Strong, giocatore di baseball e cestista statunitense (South Bend, n. 1914 - Chicago, † 1978)
- Ted Williams, giocatore di baseball e allenatore di baseball statunitense (San Diego, n. 1918 - Inverness, † 2002)

## Giocatori di football americano(13)
- Ted Albrecht, ex giocatore di football americano statunitense (Harvey, n. 1954)
- Ted Bachman, giocatore di football americano statunitense (Pensacola, n. 1952 - Los Angeles, † 2023)
- Teddy Bridgewater, giocatore di football americano statunitense (Miami, n. 1992)
- Ted Fritsch, giocatore di football americano, cestista e giocatore di baseball statunitense (Spencer, n. 1920 - Green Bay, † 1979)
- Ted Ginn, giocatore di football americano statunitense (Cleveland, n. 1985)
- Ted Gregory, ex giocatore di football americano statunitense (New York, n. 1965)
- Ted Hendricks, ex giocatore di football americano statunitense (Città del Guatemala, n. 1947)
- Theo Johnson, giocatore di football americano canadese (Winnipeg, n. 2001)
- Ted Karras, giocatore di football americano statunitense (n. 1993)
- Theodore Landers, giocatore di football americano canadese (n. 1997)
- Ted Larsen, giocatore di football americano statunitense (Palm Harbor, n. 1987)
- Ted McKnight, ex giocatore di football americano statunitense (Duluth, n. 1954)
- Ted Washington, ex giocatore di football americano statunitense (Tampa, n. 1968)

## Golfisti(1)
- Ernie Els, golfista sudafricano (Johannesburg, n. 1969)

## Imprenditori(1)
- Theodore Roosevelt, imprenditore e filantropo statunitense (Albany, n. 1831 - New York, † 1878)

## Ingegneri(1)
- Theodore von Kármán, ingegnere, fisico e matematico ungherese (Budapest, n. 1881 - Aquisgrana, † 1963)

## Judoka(1)
- Theodore Boronovskis, ex judoka australiano (Lettonia, n. 1943)

## Lottatori(2)
- Theo Koppen, lottatore statunitense (Saint Louis, n. 1870 - Saint Louis, † 1953)
- Ted McLear, lottatore statunitense (Newark, n. 1879 - † 1958)

## Lunghisti(1)
- Theodore Bruce, lunghista australiano (n. 1923 - † 2002)

## Medici(2)
- Theodore Edward Cantor, medico, zoologo e botanico danese (n. 1809 - † 1860)
- Theodore Charles Hilgard, medico, micologo e botanico tedesco (n. 1828 - † 1873)

## Militari(2)
- Theodore Ayrault Dodge, ufficiale, storico e imprenditore statunitense (Pittsfield, n. 1842 - Parigi, † 1909)
- Theodore Wright, militare britannico (Hove, n. 1883 - Vailly, † 1914)

## Musicisti(1)
- Ted Lewis, musicista e cantante statunitense (Circleville, n. 1890 - New York, † 1971)

## Musicologi(1)
- Theodore Baker, musicologo e traduttore statunitense (New York, n. 1851 - Dresda, † 1934)

## Parapsicologi(1)
- Theodore Besterman, parapsicologo, bibliografo e traduttore polacco (Łódź, n. 1904 - Banbury, † 1976)

## Pastori protestanti(2)
- Theodore Parker, pastore protestante e predicatore statunitense (Lexington, n. 1810 - Firenze, † 1860)
- Ted Wilson, pastore protestante statunitense (Takoma Park, n. 1950)

## Pianisti(1)
- Teddy Wilson, pianista statunitense (Austin, n. 1912 - New Britain, † 1986)

## Pittori(2)
- Theodore Robinson, pittore statunitense (Irasburg, n. 1852 - New York, † 1896)
- Theodore Roussel, pittore inglese (Lorient, n. 1847 - Hastings, † 1926)

## Poeti(4)
- Theodore Wratislaw, poeta inglese (n. 1871 - † 1933)
- Ted Kooser, poeta statunitense (Ames, n. 1939)
- Theodore Martin, poeta e scrittore scozzese (Edimburgo, n. 1816 - † 1909)
- Theodore Roethke, poeta statunitense (Saginaw, n. 1908 - Bainbridge Island, † 1963)

## Politici(11)
- Ted Budd, politico statunitense (Winston-Salem, n. 1971)
- Jules Cazot, politico e magistrato francese (Alès, n. 1821 - Saint-Hilaire-de-Brethmas, † 1912)
- Theodore Christianson, politico statunitense (Lac qui Parle Township, n. 1883 - Dawson, † 1948)
- Ted Deutch, politico e avvocato statunitense (Bethlehem, n. 1966)
- Ted Risenhoover, politico statunitense (Contea di Haskell, n. 1934 - Claremore, † 2006)
- Todd Rokita, politico statunitense (Chicago, n. 1970)
- Theodore Roosevelt, politico e militare statunitense (New York, n. 1858 - Oyster Bay, † 1919)
- Theodore Roosevelt, politico e generale statunitense (Cove Neck, n. 1887 - Normandia, † 1944)
- Ted Stevens, politico statunitense (Indianapolis, n. 1923 - Aleknagik, † 2010)
- Ted Strickland, politico statunitense (Lucasville, n. 1941)
- Ted Yoho, politico statunitense (Minneapolis, n. 1955)

## Psicologi(1)
- Theodore Millon, psicologo statunitense (New York, n. 1928 - Greenville, † 2014)

## Radiologi(1)
- Theodore Stephanides, radiologo, naturalista e biologo greco (Bombay, n. 1896 - Londra, † 1983)

## Rapper(1)
- Vast Aire, rapper statunitense (Mount Vernon, n. 1978)

## Registi(3)
- Theodore Marston, regista e sceneggiatore statunitense (Minnesota, n. 1868 - Los Angeles, † 1920)
- Theodore Melfi, regista, produttore cinematografico e sceneggiatore statunitense (New York, n. 1970)
- Theodore Wharton, regista e produttore cinematografico statunitense (Milwaukee, n. 1875 - Hollywood, † 1931)

## Sassofonisti(1)
- Teddy Edwards, sassofonista statunitense (Jackson, n. 1924 - Los Angeles, † 2003)

## Sceneggiatori(2)
- Theodore A. Liebler Jr., sceneggiatore e produttore teatrale statunitense (New York, n. 1886 - New York, † 1975)
- Ted Tally, sceneggiatore e drammaturgo statunitense (Carolina del Nord, n. 1952)

## Schermidori(1)
- Theodore Carstens, schermidore statunitense (Cedarburg, n. 1879 - Milwaukee, † 1955)

## Sciatori alpini(1)
- Ted Ligety, ex sciatore alpino statunitense (Salt Lake City, n. 1984)

## Scrittori(4)
- Theodore Dreiser, scrittore e drammaturgo statunitense (Terre Haute, n. 1871 - Hollywood, † 1945)
- Wilson Harris, scrittore guyanese (New Amsterdam, n. 1921 - Chelmsford, † 2018)
- Theodore Edward Hook, scrittore inglese (Londra, n. 1788 - Fulham, † 1841)
- Theodore Roscoe, scrittore e biografo statunitense (Rochester, n. 1906 - Florida, † 1992)

## Scrittori di fantascienza(2)
- Theodore Sturgeon, autore di fantascienza statunitense (New York, n. 1918 - Eugene, † 1985)
- Theodore L. Thomas, scrittore di fantascienza statunitense (n. 1920 - † 2005)

## Sollevatori(1)
- Ted Arcidi, ex sollevatore, ex wrestler e attore statunitense (Buffalo, n. 1958)

## Statistici(2)
- Theodore Wilbur Anderson, statistico statunitense (Minneapolis, n. 1918 - Stanford, † 2016)
- Ted Hill, statistico statunitense (n. 1943)

## Storici(1)
- Theodore Roszak, storico statunitense (Chicago, n. 1933 - Berkeley, † 2011)

## Terroristi(1)
- Theodore Kaczynski, terrorista e anarchico statunitense (Chicago, n. 1942 - Butner, † 2023)

## Tipografi(1)
- Theodore Low De Vinne, tipografo statunitense (Stamford, n. 1828 - New York, † 1914)

## Trombettisti(3)
- Theodore Carpenter, trombettista e cantante statunitense (Saint Louis, n. 1898 - New York, † 1975)
- Theo Croker, trombettista e compositore statunitense (Leesburg, n. 1985)
- Ted Curson, trombettista statunitense (Filadelfia, n. 1935 - Montclair, † 2012)

## Violinisti(1)
- Theodore Thomas, violinista e direttore d'orchestra statunitense (Esens, n. 1835 - Chicago, † 1905)

## Wrestler(6)
- Ted DiBiase, ex wrestler statunitense (Omaha, n. 1954)
- Ted DiBiase Jr., ex wrestler statunitense (Clinton, n. 1982)
- Tyson Kidd, ex wrestler canadese (Calgary, n. 1980)
- Rocco Rock, wrestler statunitense (Woodbridge Township, n. 1953 - Filadelfia, † 2002)
- Savannah Jack, wrestler statunitense (Saint Paul, n. 1948 - Minneapolis, † 2012)
- TJP, wrestler statunitense (Los Angeles, n. 1984)

## Zoologi(3)
- Theodore Dru Alison Cockerell, zoologo e entomologo inglese (Londra, n. 1866 - San Diego, † 1948)
- Theodore Nicholas Gill, zoologo statunitense (New York, n. 1837 - Washington, † 1914)
- Theodore Sherman Palmer, zoologo e naturalista statunitense (Oakland, n. 1868 - † 1955)

## Senza attività specificata(1)
- Theodore Long, statunitense (Birmingham, n. 1947)